# Georges Kaszyra
Georges Kaszyra (en biélorusse: Юры Кашыра; en russe : Юрий Каши́ра, Youri Kachira; en polonais: Jerzy Kaszyra), né le 4 avril 1904 à Alexandrovo près de Dzisna (Empire russe, gouvernement de Wilno) et mort le 18 février 1943 à Rossitsa en Biélorussie, est un prêtre catholique biélorusse martyr de la foi béatifié le 13 juin 1999 par Jean-Paul II.

## Biographie
Georges Kaszyra naît dans un village de l'Empire russe près de Dzisna au sein d'une famille de paysans biélorusses convertis à la génération précédente à l'orthodoxie, après que l'uniatisme, dont ils étaient issus avait été interdit. Sa mère retrouve la foi de ses ancêtres en 1907. Cette interdiction a en effet été levée par l'oukaze de tolérance de Nicolas II en 1905. Il passe son enfance à Wilno. La région est majoritairement catholique de rite latin (chez les Polonais et les Lituaniens) ou de rite gréco-catholique (chez les Ruthènes du sud-est) avec des minorités orthodoxes d'origine biélorusse, plutôt dans les campagnes, ou d'origine russe dans les grandes villes; et juive dans des quartiers et bourgs à part, nommés shetels; et enfin quelques Allemands de la Baltique dans le commerce ou l'aristocratie, plutôt protestants.
Ce paysage ethnique et confessionnel est profondément transformé par les conséquences de la Révolution d'Octobre, les guerres qui s'ensuivent (entre Pologne et Lituanie et celles-ci contre la Russie bolchévique) et les indépendances; mais il sera encore plus modifié par la Seconde Guerre mondiale. Georges Kaszyra devient tôt orphelin et il est élevé par des parents proches. La région est occupée par les Allemands en 1915, devient soviétique quelques mois en 1918, puis polonaise, au cours d'une guerre qui l'oppose aux Lituaniens (qui ne représentent qu'un pour cent des habitants de la ville de Wilno) appuyés par la Russie bolchévique, de 1919 à 1921.
Georges Kaszyra devient catholique en 1922, alors que la région de Wilno est passée à la nouvelle république de Pologne et deux ans plus tard fait son noviciat chez les marianistes de l'Immaculée-Conception, congrégation missionnaire et enseignante revivifiée avant la Première Guerre mondiale par le bienheureux Georges Matulewicz (futur évêque de Wilno), et congrégation au sein de laquelle il a effectué ses études secondaires. Il fait son noviciat à Drouïa, ville frontière avec la Biélorussie bolchévique, où la congrégation a ouvert un lycée l'année  précédente et où il existe une forte minorité biélorusse.
Il prononce ses vœux en 1929 et il est envoyé faire ses études de philosophie et de théologie à Rome à l'Angelicum. Il continue à son retour ses études au séminaire de la congrégation qui se trouve à Wilno, puis il est ordonné prêtre le 20 juin 1935. Il devient enseignant au lycée de Drouïa et directeur du juvénat des marianistes. Cette année-là marque un changement dans la politique intérieure de la Pologne qui connaît un régime autoritaire marqué par ses distances avec l'Église et qui impose des lois laïcistes à l'enseignement. Le P. Kaszyra est envoyé en 1938 à Rasna en Polésie, mais le pire arrive lorsque la Pologne occidentale est envahie par l'armée allemande en septembre 1939 et les provinces de Pologne orientale par l'Armée rouge à la fin du mois.
Les marianistes sont expulsés de leur maison de Rasna au début de l'année 1940 par les Soviétiques qui transforment leur propriété en kolkhoze et le P. Kaszyra fuit de maison en maison par la Lituanie (qui allait tomber à son tour du côté soviétique) pour essayer de rejoindre sans succès Drouïa. Il se cache pendant de longs mois, jusqu'à ce que la Wehrmacht chasse les Soviétiques de Lituanie. Il peut regagner Drouïa à l'été 1942, où le supérieur, le P. Kulesza, avait été exécuté par les Soviétiques avant leur départ un an auparavant. La bourgade est occupée par les Allemands depuis juillet 1941. Il y reste quelques semaines, jusqu'à ce que le bienheureux Antoine Leszczewicz, qui redonnait vie à la paroisse de Rossitsa plus à l'est de l'autre côté de la Dvina occidentale, ne l'appelle pour travailler avec lui. Rossitsa se trouve du côté devenu bolchévique en 1918 et appartenant à la république socialiste soviétique de Biélorussie. Les Allemands l'envahissent à l'été 1941 et les marianistes décident de s'y installer pour effectuer leur mission pastorale aidés de religieuses eucharistines.

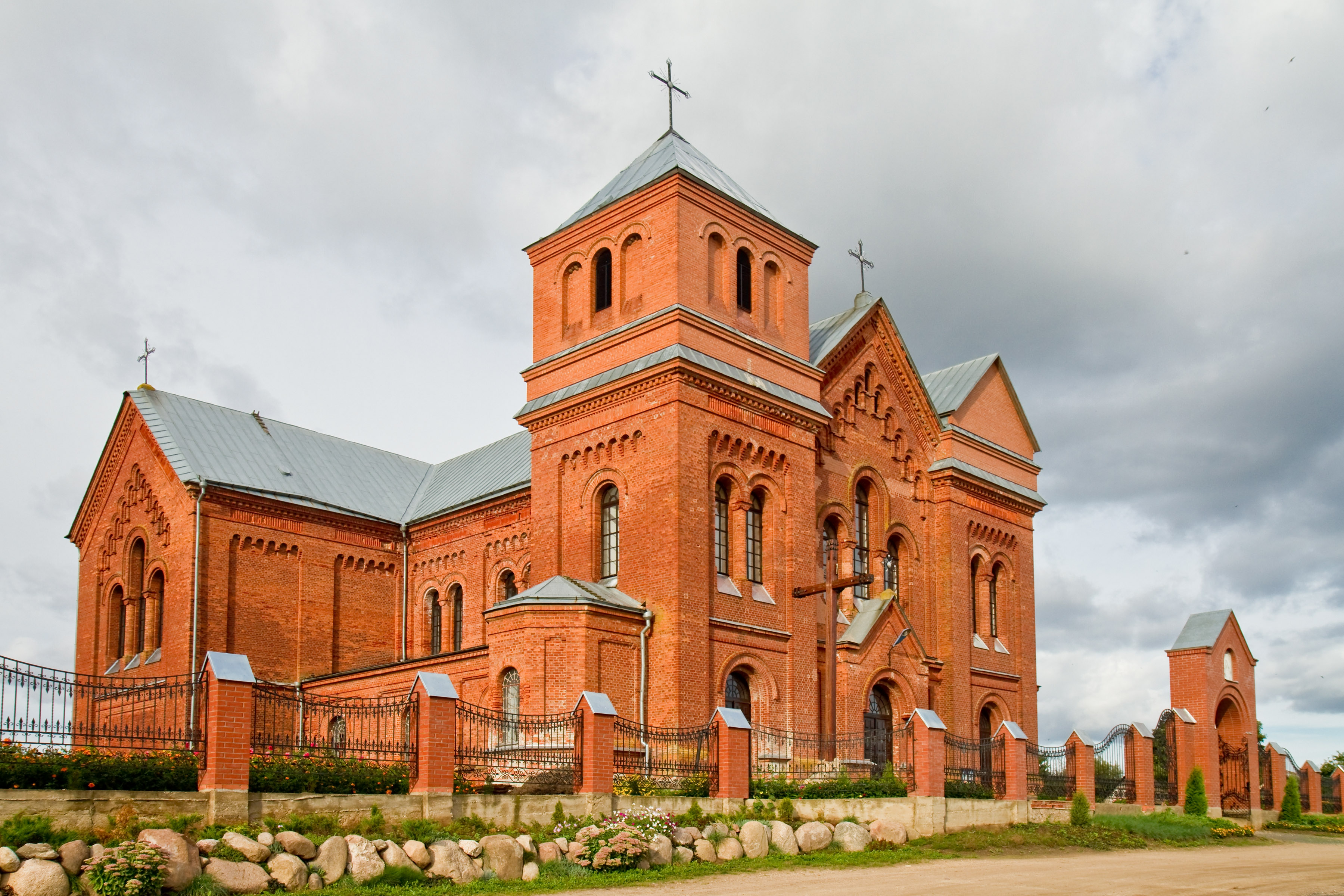
Vue de l'église de Rossitsa

Au fil des mois les Allemands deviennent de plus en plus méfiants à l'égard du nationalisme biélorusse qu'il soupçonnent d'appuyer la Russie soviétique. En février 1943, des rumeurs indiquent qu'une opération punitive (intitulée opération Winterzauber) va être menée par des miliciens lituaniens et lettons encadrés par des SS allemands et excités à la vengeance contre les partisans soviétiques. Le P. Leszczewicz décide de ne pas abandonner ses ouailles et le P. Kaszyra est volontaire pour demeurer. Ils font tous les deux le sacrifice de leur vie, tel que cela est indiqué dans leur correspondance.
Les miliciens enferment le 17 février un millier d'otages dans l'église de Rossitsa qui sont volontairement rejoints par les deux prêtres afin de leur apporter réconfort spirituel et moral et de les confesser. Plusieurs heures se passent ainsi. Ils parviennent à négocier la sortie de quelques-uns avec l'officier SS allemand, mais refusent la proposition de ce dernier de sortir. Finalement les miliciens et les nazis font sortir par petits groupes les otages qu'il enferment dans des granges des environs qu'ils font sauter à la grenade et en fusillent d'autres. Le P. Leszczewicz est brûlé dans l'incendie d'une écurie, le P. Kaszyra brûle dans une grange quelques heures plus tard, le matin du 18 février 1943.
Ils ont tous les deux été béatifiés par Jean-Paul II le 13 juin 1999 à Varsovie avec une centaine d'autres martyrs polonais de la Seconde Guerre mondiale. Leur mémoire est fixée par l'Église au 12 juin.